# Берберийский лев
Берберийский лев, или барбарийский лев (лат. Panthera leo leo), — подвид львов. Изначально был распространён в Северной Африке и сегодня является вымершим в дикой природе. Некоторые особи, живущие в настоящее время в неволе, происходят от берберийских львов, однако чистокровных представителей подвида среди них уже, по всей видимости, нет. В 1758 году именно берберийских львов использовал Карл Линней для описания и классификации львов и поэтому они являются сегодня номинативным таксоном всего вида.

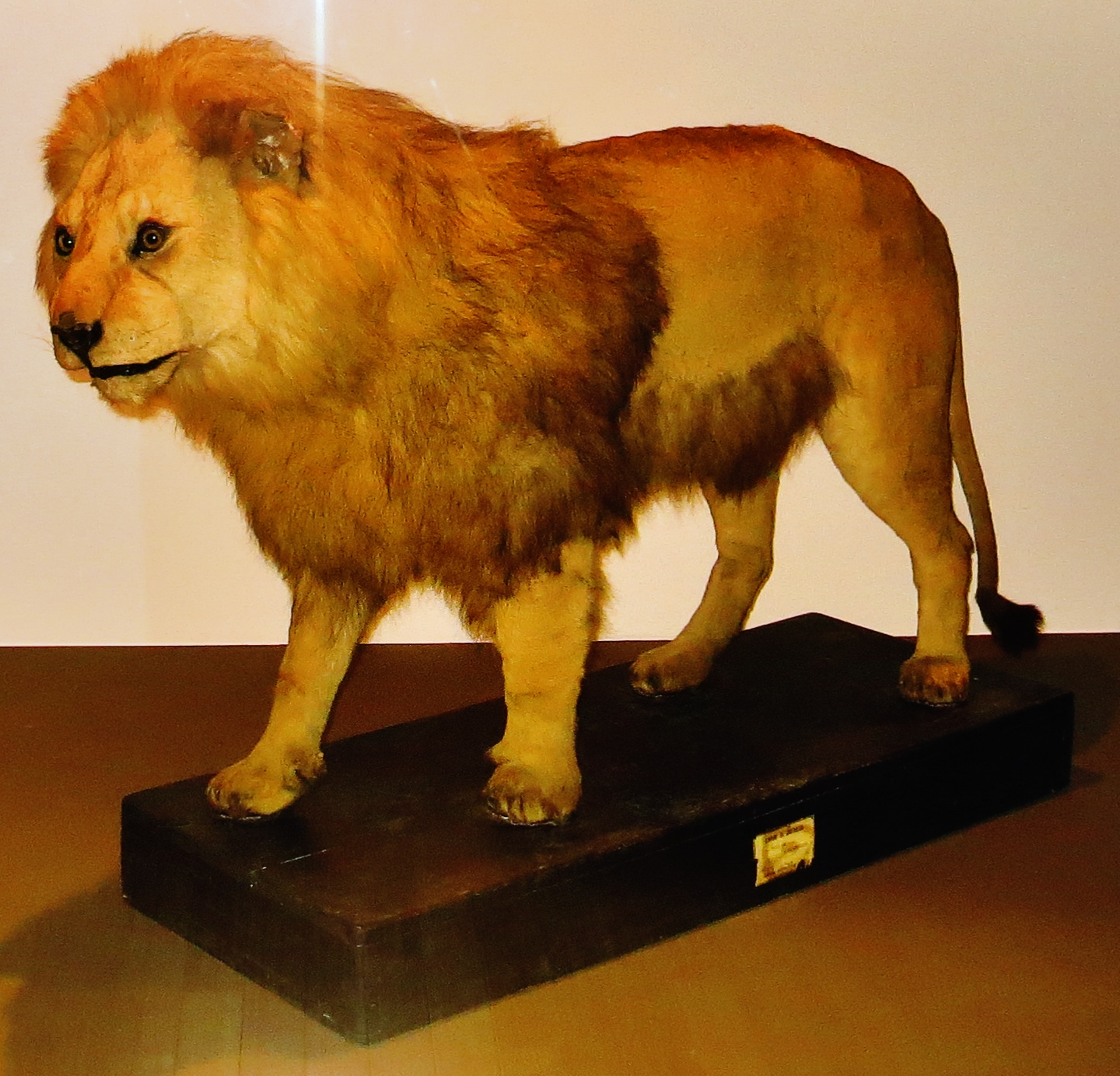
Чучело

Исследование митогеномов львов показало, что азиатский лев (Panthera leo persica) это не подвид, а подгаплогруппа B3 в подвиде северных львов Panthera leo leo (гаплогруппа B).

## Особенности
Вес самцов составлял от 160 до 250 кг, в очень редких случаях до 270 кг, самок — от 100 до 170 кг, барбарийский лев, наряду с вымершим капским львом (Panthera leo melanochaitus), являлся крупнейшим современным подвидом льва. Его наиболее заметным отличием была особо густая тёмная грива, заходившая далеко за плечи и висевшая вниз на животе.

## История и распространение

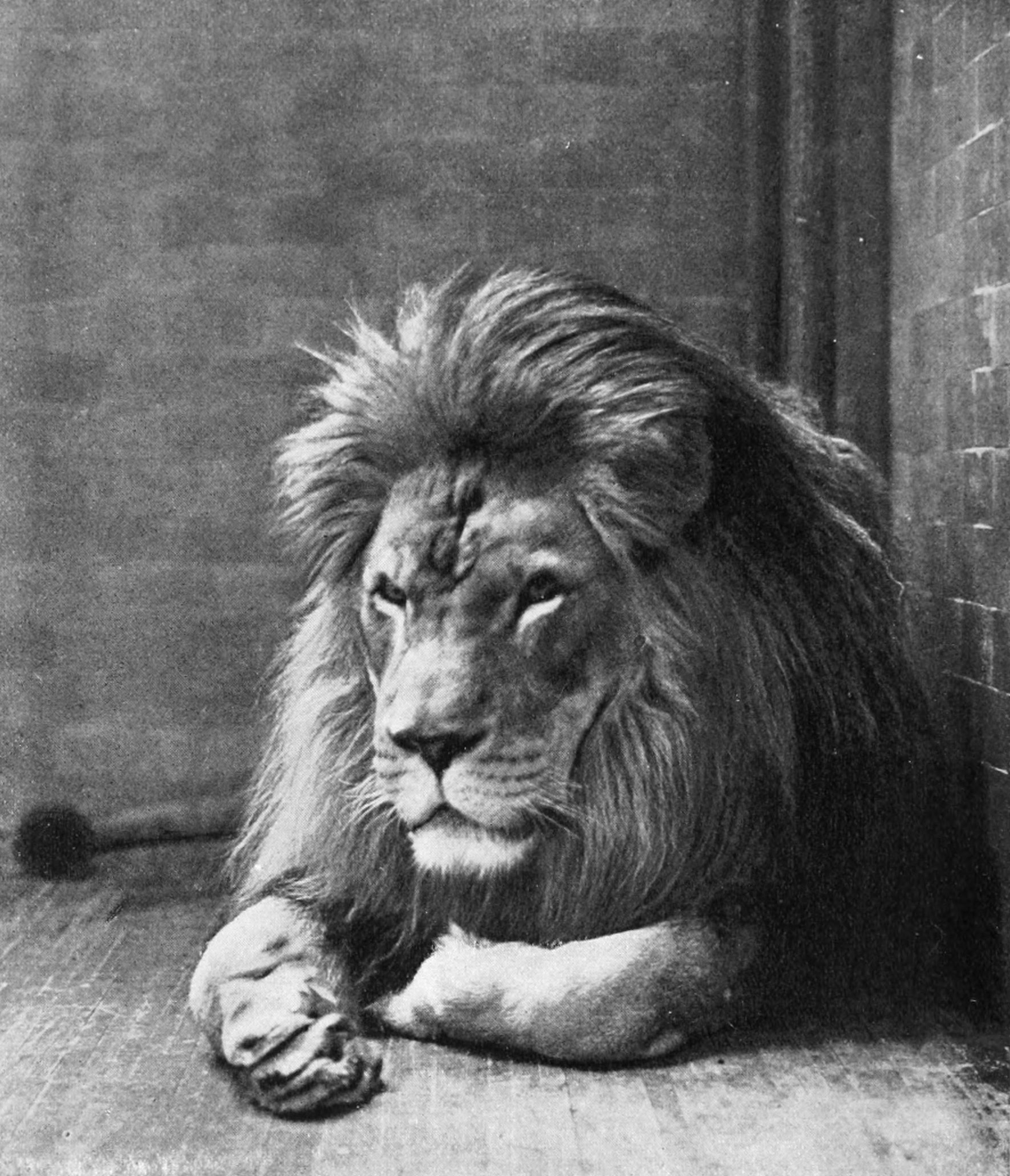
Берберийский лев Султан. Нью-Йорский зоопарк, 1897 года

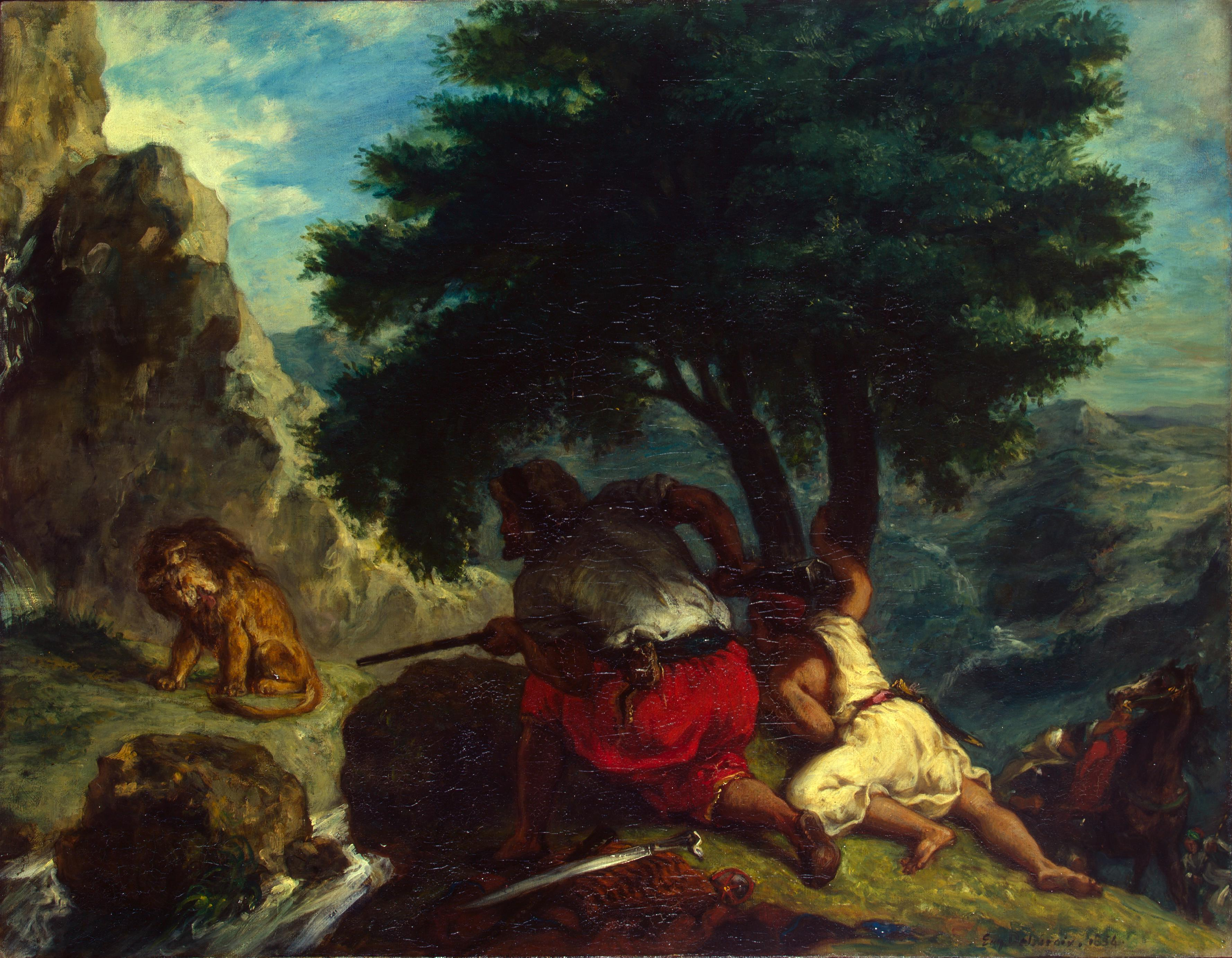
Картина Эжен Делакруа. Охота на львов в Марокко.

Берберийский лев в исторические времена встречался на всей территории африканского континента, расположенной к северу от Сахары. Древние римляне часто использовали его на аренах в увеселительных боях против туранского тигра, который сегодня также является вымершим. Из источников следует, что берберийский лев приблизительно в начале XVIII века почти исчез в Северной Африке и оставался лишь в маленьком ареале на северо-западе. Распространение огнестрельного оружия и целенаправленная политика истребления были причинами того, что популяция сильно сократилась и в этом регионе. Последний живший на свободе берберийский лев был застрелен в марокканской части Атласских гор в 1922 году. Похожая участь постигла и других крупных хищников Северной Африки. Берберийский леопард стал крайне редким, а атласский медведь полностью вымер.

## Образ жизни
Берберийский лев обитал помимо североафриканских полупустынь и степей также в лесах и Атласских горах. К его добыче относились главным образом олени, кабаны и местный подвид обыкновенных бубалов.

## Берберийские львы в неволе

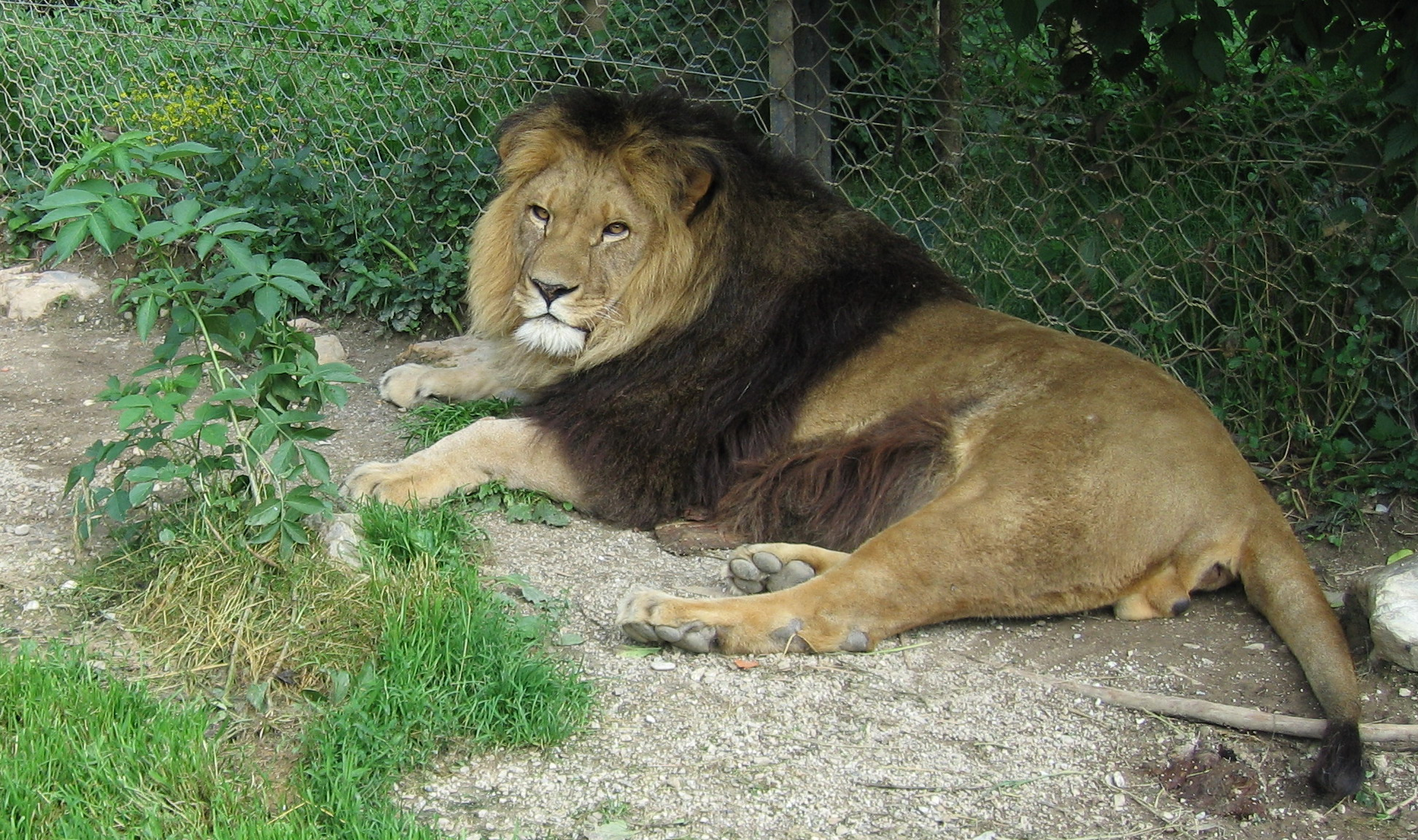
Лев в зоопарке, который, возможно, происходит от берберийских львов

Изначально учёные исходили из того, что берберийские львы вымерли и в неволе. Однако марокканские правители получали от берберов львов в подарок, когда эти животные уже становились довольно редкими. Особи, которых марокканский король Хасан II в 1970 году передал рабатскому зоопарку, являлись вероятно прямыми потомками тех львов. Морфология переданных экземпляров соответствовала историческому описанию берберийских львов. В 1998 году жило ещё пятьдесят два льва, происходящих от львов султана, однако и они имеют примеси других подвидов. Одиннадцать особей, которые также могут быть потомками берберийских львов, живут в зоопарке Аддис-Абебы. Их предки были собственностью императора Хайле Селассие I.
Ранее фенотип берберийских львов был аргументом в пользу обоснованности их статуса как подвид. Согласно более новым исследованиям внешность этих зверей может быть следствием и внешних условий. Густая грива возможно лишь адаптация к холодной окружающей среде. У львов независимо от подвида появляется более густая грива, если они живут в достаточно холодном климате, например в европейских зоопарках. Генетические исследования в 2006 году, тем не менее, подкрепили статус берберийских львов как отдельного подвида. Это, однако, зависит от всё ещё не до конца ясного происхождения львов Хасана II.
В разных зоопарках и цирках есть экземпляры, которые, вероятно, происходят от берберийских львов, но с большой вероятностью нечистокровны. Существуют также особи, которые в результате скрещивания обладают внешними признаками берберийских львов, однако имеют лишь частично генетический материал этого подвида.
В конце XIX века в Лондонском зоопарке жил чистокровный берберийский лев по кличке Султан.